# میگل کرسپو
میگل کرسپو (انگلیسی: Miguel Crespo؛ زادهٔ ۱۱ سپتامبر ۱۹۹۶) بازیکن فوتبال اهل پرتغال است.